# Аргунов Іван Петрович
Іван Петрович Аргуно́в (рос. Иван Петрович Аргунов; 1727—1802, Москва) — російський живописець, кріпак графів Шереметєвих. Прославився своїми портретами.

## Біографія
Народився приблизно у 1727 році. Батьки — кріпаки князя О. М. Черкаського, згодом перешли до графа Шереметева як придане його дружини, князівни Черкаської. Живопису навчався у німецького художника Г.-К. Гроота, до якого був призначений графом у 1746 році. Перші роботи художника мають ознаки барочно-рокайльного живопису. Під керівництвом вчителя Аргунов наприкінці 1740-х — початку 1750-х років бере участь у написанні образів для двірської церкви Воскресіння Великого Царськосільського Палацу. У 1750 він пише свій перший портрет, який зберігся досі — «Портрет князя І. І. Лобанова-Ростовського». Цей портрет, так само як парний до нього «Портретом княгині Лобанової-Ростовської» своїм стилем нагадує рокайльні портрети Гроота. Барочну стилістику мають також портрети невідомих чоловіка та жінки, які деякі вважають зображеннями самого художника та його дружини. Зі другої половини 1750-х років у творчості Аргунова проявляються інше сприйняття людської особистості, близьке до естетики доби Просвіти (портрети пари Хрипунових, 1757 рік). Портрети художника стають більш строгими. Творчість зрілого Аргунова являє собою живопис класицизму, який запанував у другій половині 18 століття. Аргунов написав багато портретів своїх господарів, графів Шереметевих та їхніх родичів (див. «Творчість»). «Портрет невідомої селянки», написаний у 1788 році, стає останнім значним витвором Аргунова. Того ж року він переселяється до Москви, посідає посаду управителя московським будинком Шереметевих. Відтоді майстер живопису до кінця життя займається господарськими справами й залишає пензель.

## Діти
- Аргунов Микола Іванович — художник.
- Аргунов Павло Іванович — архітектор.
- Аргунов Яків Іванович — художник.

## Творчість
- «Помираюча Клеопатра» (1750)
- «Портрет князя І. І. Лобанова-Ростовського»
- «Портрет княгині К. О. Лобанової-Ростовської»
- Портрети пари Хрипунових (1757)
- Портрети невідомих чоловіка та жінки (можливо, автопортрет з портретом дружини)
- «Портрет калмички Аннушки»
- «Портрет Толстої, уродженої Лопухіної» (1768)
- Чотири портрети вірмен Лазаревих
- Парні портрети графів Шереметевих (1760): П. Б. Шереметева та В. О. Шереметевої, батьків П. Б. Шереметева: Б. П. Шереметева (кілька портретів) та А. П. Шереметевої, та її батьків, князів Черкаських, (кінець 1760-х). Чотири портрети Шереметевих та Черкаських спочатку прикрашали парадну залу «Фонтанного будинку» у Петербурзі, а в 1788 році перенесені до садиби «Кусково».
- «Портрет невідомої селянки» (1785) — мабуть, найвідоміший його витвір.

## Галерея

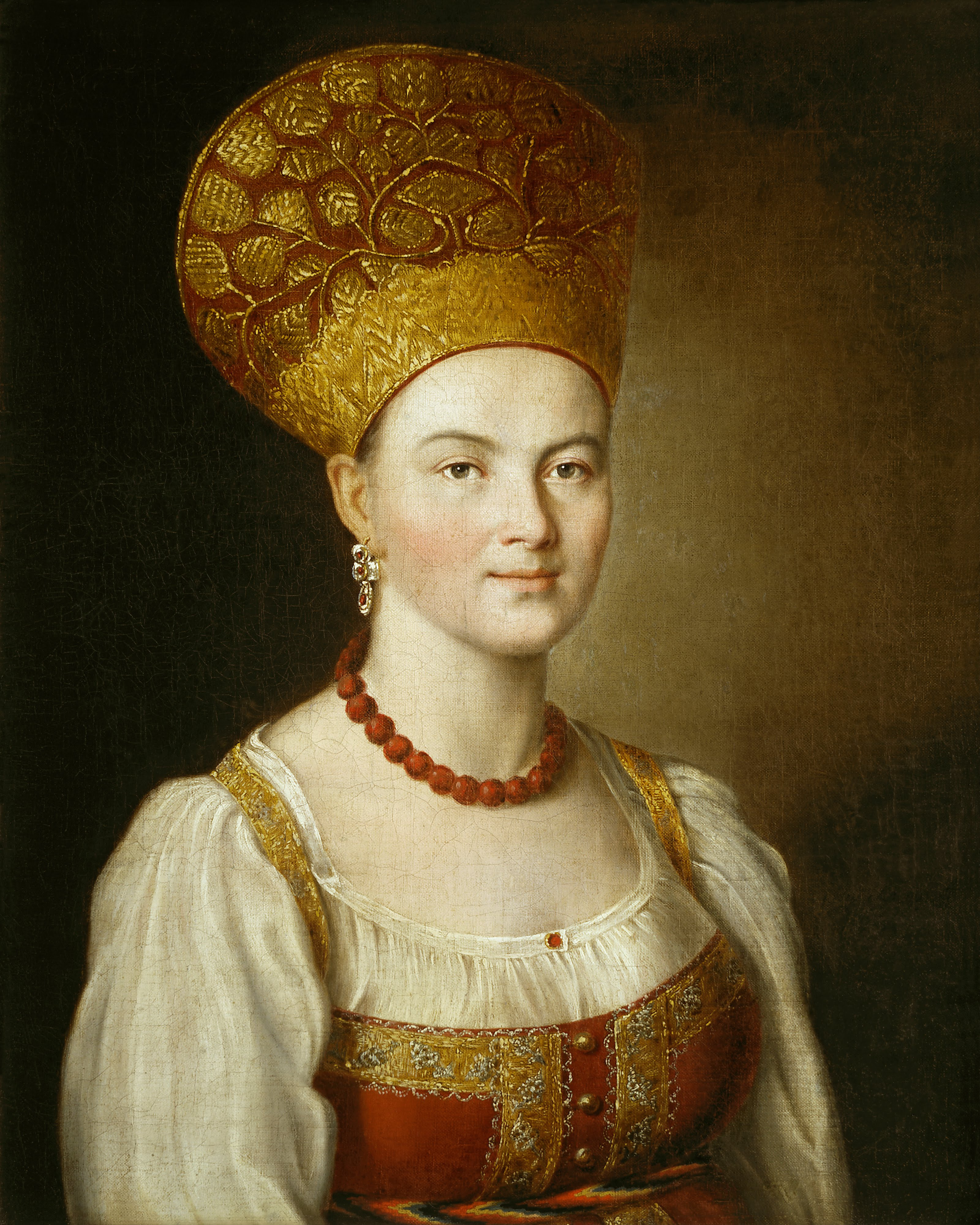
Портрет невідомої селянки
Портрет калмички Аннушки
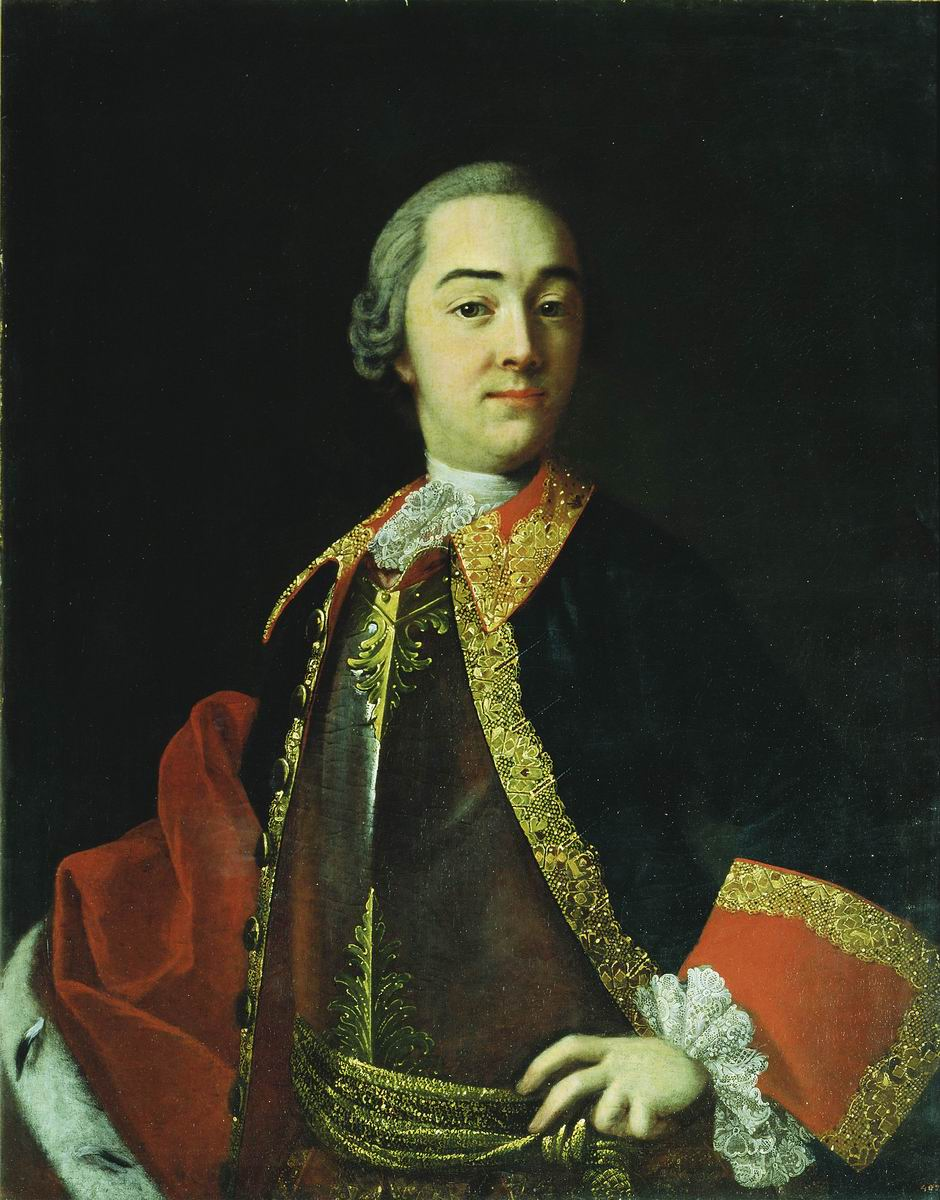
Портрет Хрипунова
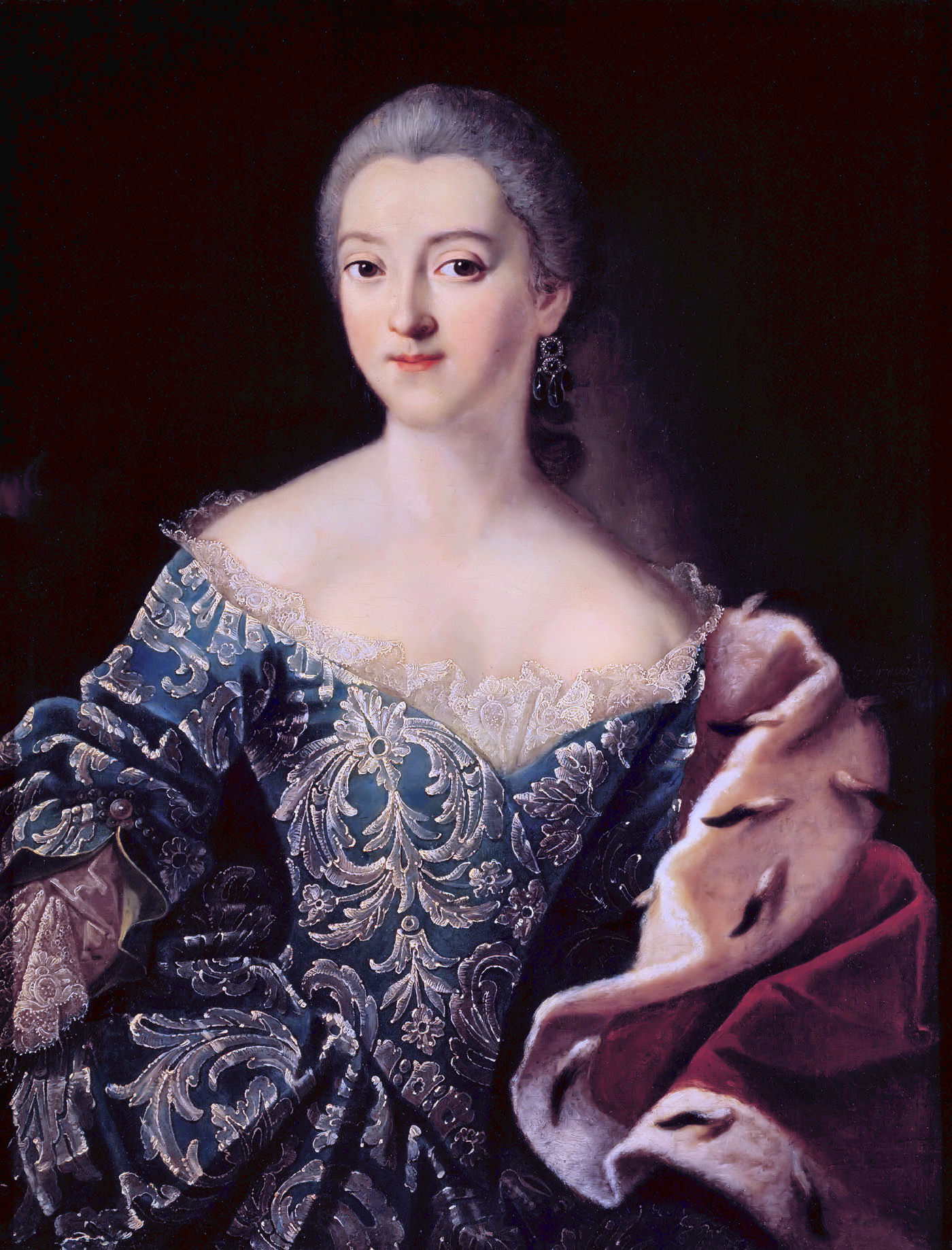
Портрет Хрипунової
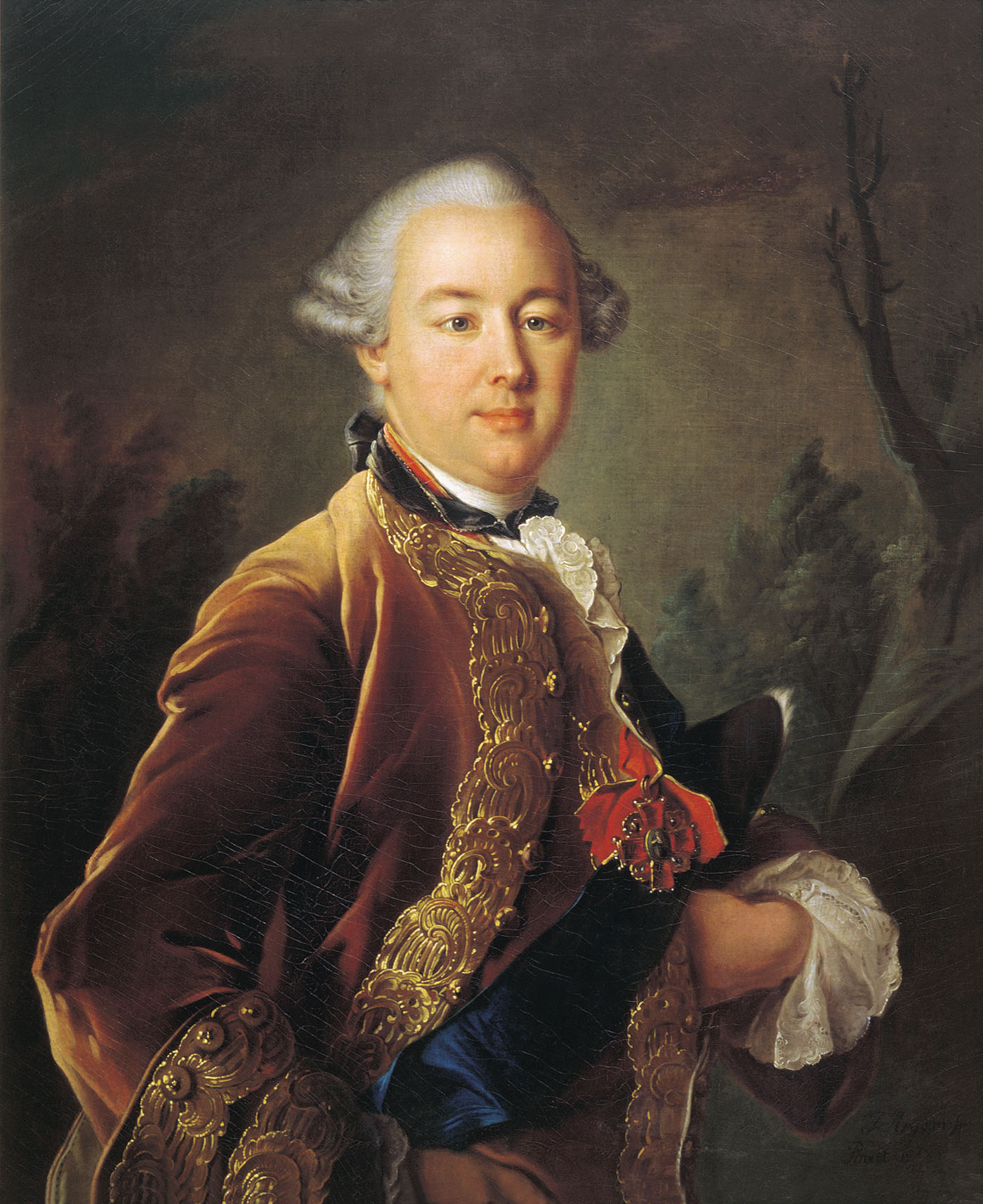
Портрет графа П. Шереметева
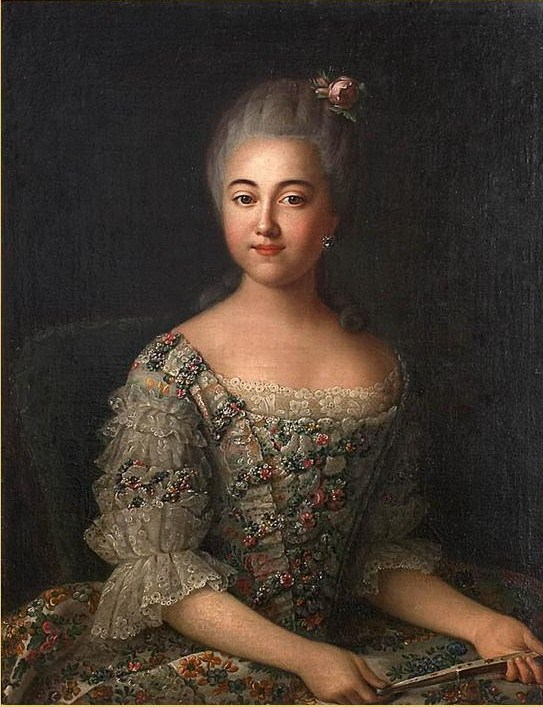
Портрет графині В. Шереметевої